# Franklin Mountains (Alaska)

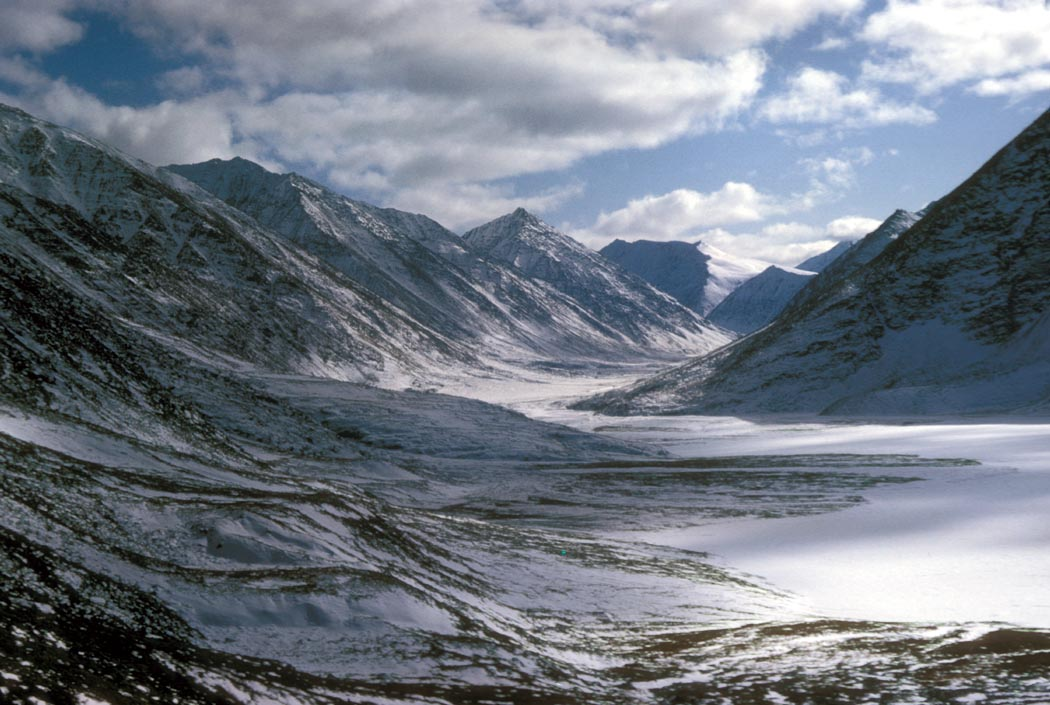
Blick nach Süden auf das untere Flusstal des Carnivore Creek

Die Franklin Mountains sind ein Gebirgszug der Brookskette in der North Slope von Alaska.

## Lage
Die Franklin Mountains befinden im Nordosten der Brookskette, etwa 160 km von der kanadischen Grenze entfernt. Das Gebirge wird im Süden und im Westen vom Flusstal des Canning River begrenzt. Im Nordwesten trennt das Ikiakpuk Valley, das vom Eagle Creek durchflossen wird, die Franklin Mountains von der Third Range. Im Nordosten befindet sich Lake Schrader am Fuße der Berge. Das Flusstal des Hulahula River bildet die östliche Begrenzung der Franklin Mountains. Das Gebirge misst etwa 42 km in Ost-West-Richtung sowie etwa 43 km in Nord-Süd-Richtung. Ein Hauptkamm verläuft über eine Länge von 55 km von Südwest nach Nordost. Die höchste Erhebung der Franklin Mountains bildet der 2713 m hohe Mount Chamberlin. In den Franklin Mountains gibt es einige kleinere Gletscher. Neben dem Lake Schrader gibt es noch den größeren See Lake Peters. Der zentrale Teil des Gebirges wird vom Sadlerochit River und dessen Nebenfluss Kekiktuk River nach Norden entwässert.

## Namensgebung
Thomas Simpson beschrieb am 20. Juli 1837 während seiner Expedition das Gebirge und benannte es zu Ehren des Polarforschers John Franklin.

## Berge
Im Folgenden eine Liste von benamten Gipfeln der Franklin Mountains:
- Mount Chamberlin 2713 m (⊙)
- Mount Pangnik 2603 m (⊙)
- Tristan Peak 2536 m (⊙)
- Mount Igluvuk 2521 m (⊙)
- Kulavok Peak 2452 m (⊙)
- Plateau Peak 2316 m (⊙)